# Emaús-Nicópolis
Emaús, conhecida também como Nicópolis (em grego:  Νικόπολις), era um povoado da Palestina (entre os séculos III e VII d.C. era uma cidade), localizada a aproximadamente 30 km a oeste de Jerusalém na fronteira entre as montanhas da Judeia e o Vale de Ayalon. É perto de Emaús que a estrada que leva de Jafa a Jerusalém se divide entre o ramo norte (através de Beit Horon) e o ramo sul (através de Kiryat Yearim). Atualmente, o lugar sagrado de Emaús, no cruzamento de Latrun entre Jerusalém e Telavive, fica a 20 minutos do aeroporto internacional Ben-Gurion e está aberto aos visitantes.

## Localização e etimologia
A localização de Emaús é indicada nos mapas geográficos romanos. A Tabela de Peutinger situa Emaús cerca de 19 milhas (28 km) a oeste de Jerusalém, enquanto o mapa de Ptolomeu mostra essa distância a 20 milhas (cerca de 29,5 km). Estes dados são confirmados por testemunhas antigas, incluindo alguns manuscritos antigos e traduções do Evangelho de Lucas (por exemplo, Codex Sinaiticus), que indicam a distância entre Emaús e Jerusalém como 160 estádios, também São Jerônimo (Carta 108), Eusébio de Cesareia ("Onomasticon"), o peregrino anônimo de Bordéus, bem como outros.
A posição geográfica de Emaús é descrita no Talmude de Jerusalém, Tratado Sheviit 9.2:
"De Bet Horon para o mar há apenas uma província. Mas será uma província sem regiões? O rabino Johanan disse: "Há montanhas, planícies e vales. De Bet Horon a Emaús são montanhas, de Emaús a Lida é uma planície, de Lida ao mar é um vale. Então deveria haver quatro declarados? Eles são adjacentes "."
O nome "Emaús" provavelmente vem da palavra hebraica "Hammat" ou "Hamta", que significa "uma fonte termal", Emaús é mencionado por este nome no Midrash. Este nome foi helenizado provavelmente durante o século II d.C. e é encontrado na literatura judaica antiga em formas como: Ammaus, Ammaum, Emaús, Emmaum, Maus, Amus, etc .: Άμμαούμ, Άμμαούς, Έμμαούμ, Έμμαούς, אמאוס, אמאום, עמאוס, עמאום, עמוס, מאום, אמהום ...

## História
Devido à sua posição estratégica, Emaús desempenhou um importante papel administrativo, militar e econômico em certas etapas de sua história. A primeira menção de Emaús ocorre no Primeiro Livro dos Macabeus, capítulos 3-4, no contexto das guerras de Judas Macabeu contra os gregos (século II a.C.).
Durante o período dos Asmoneus, Emaús tornou-se uma localidade dominante no Vale de Ayalon e adquiriu o status de um centro administrativo regional (centro da toparquía). Flávio Josefo menciona várias vezes Emaús em seus escritos.
Devastada pelos romanos, Emaús tornou-se um pequeno povoado e é mencionado como tal na seguinte passagem do Evangelho de Lucas:
“E, naquele mesmo dia, dois deles estavam caminhando em direção a um povoado chamado Emaús, que ficava a cerca de (cento e) sessenta estádios de Jerusalém. E iam dialogando sobre todos os fatos recentemente ocorridos. Enquanto trocavam ideias e discutiam, o próprio Jesus se aproximou de ambos e começou a caminhar com eles; entretanto, os olhos deles foram impedidos de reconhecê-lo...Ao se aproximarem do povoado para o qual se dirigiam, Jesus fez como quem ia continuar a caminhada, seguindo mais à frente. Porém eles muito insistiram, rogando-lhe: “Fica conosco, pois é tarde, e o dia já está chegando ao fim!” Então, Ele entrou para ficar com eles. E aconteceu que, quando estavam reclinados ao redor da mesa, tomando Ele o pão, deu graças, partiu-o e o deu a eles; neste mesmo instante, se lhes abriram os olhos, e o reconheceram”
Após a derrota da Revolta de Barcoquebas na primeira metade do século II, romanos e samaritanos se estabeleceram em Emaús. No início do século III d.C., um erudito cristão e escritor de origem romana chamado Júlio Africano viveu e trabalhou em Emaús. De acordo com os historiadores bizantinos (Eusébio de Cesareia, São Jerônimo, Filipe de Side e outros), Julio Africano liderou uma delegação de moradores locais ao imperador romano Heliogábalo, obtendo para Emaús o status de uma cidade (polis) e o nome de "Nicópolis", nome utilizado durante o período romano tardio e durante todo o período bizantino. Como Eusébio de Cesareia escreve em 290-325 d.C: "Emaús, de onde era originário Cléofas mencionado no Evangelho de Lucas. Hoje é Nicópolis, uma cidade famosa da Palestina."
Durante o período bizantino, Emaús-Nicópolis tornou-se uma grande cidade e um bispado. Um grande complexo de igrejas foi erguido no local da aparição do Cristo ressuscitado, que serviu de lugar de peregrinação, e cujas ruínas ainda existem hoje. Após a chegada dos conquistadores muçulmanos (século VII d.C.), Emaús voltou a ser chamada pelo seu nome semítico, em árabe: "Amwas", "Imwas", mas perdeu a importância como centro regional.
Durante o período das Cruzadas, a presença cristã foi retomada em Emaús e a igreja bizantina foi restaurada. No entanto, a memória da aparição de Jesus ressuscitado em Emaús também começou a ser celebrada em outros três lugares na Terra Santa: Ha-Motsa (cerca de 6 km a oeste de Jerusalém), Qubeibe (cerca de 12 km a noroeste de Jerusalém) e Abu Ghosh (cerca de 12 km a oeste de Jerusalém).
O povoado árabe de Amwas foi identificado mais uma vez como o Emaús bíblico e o Nicópolis romano-bizantino por estudiosos no século XIX d.C., incluindo Edward Robinson (1838-1852), V. Guérin (1868), Clermont-Ganneau (1874) e J.-B. Guillemot (1880-1887). Além disso, a Santa María de Jesus Crucificado (Mariam Bawardi), uma freira do mosteiro Carmelita de Belém, recebeu uma revelação em 1878 na qual o próprio Jesus indicou que Amwas era a Emaús do Evangelho. Graças a esta revelação, o lugar sagrado de Emaús foi adquirido dos muçulmanos pelo mosteiro das Carmelitas, realizaram-se escavações arqueológicas e o fluxo de peregrinos para Emaús-Nicópolis foi retomado. O povoado árabe de Amwas foi completamente destruído em 1967 como resultado da Guerra dos Seis Dias.
Arqueologia
As escavações arqueológicas em Emaús começaram no final do século XIX d.C. e continuam até hoje em dia: Clermont-Ganneau (1874), J.-B. Guillemot (1882-1887), os Frades Dominicanos L.-H. Vincent e F.-M. Abel (1924-1930), Y. Hirschfeld, (1975), M. Gichon, (1977-1978), M. Louhivuori, M. Piccirillo, V. Michel, K.-H. Fleckenstein (1994-2005). Durante as escavações realizadas na área do Parque Canadá ("Ayalon") ruínas de fortificações em Emaús do período dos Asmoneus foram descobertas, juntamente com uma terma romana do século III d.C., cavernas de sepulturas judaicas do século I d.C., além de instalações hidráulicas, prensas a óleo e túmulos do período romano-bizantino. Ao redor da igreja bizantina de Emaús outras descobertas também foram feitas, como cavernas de sepulturas judaicas do século I d.C., uma prensa de óleo, túmulos e inúmeros itens do período romano-bizantino (moedas, lâmpadas a óleo, vasos, jóias). A parede oriental (traseira) da igreja bizantina com três absides foi descoberta, e também um batistério externo e mosaicos policromáticos, bem como os muros da igreja dos Cruzados que havia sido construída adjacente a abside bizantina central (século XII d.C.). Na área de Emaús, várias inscrições hebraicas, samaritanas, gregas e latinas esculpidas em pedras foram encontradas.
Argumentos para a identificação de Emaús-Nicópolis como o lugar mencionado no Evangelho de Lucas 24:13
A maioria dos manuscritos antigos do Evangelho de Lucas que chegaram até nós indicam a distância de 60 estádios (cerca de 12 km) entre Jerusalém e Emaús. No entanto, existem vários manuscritos que indicam a distância como 160 estádios ( 30 km). Estes incluem os manuscritos unciais א (Codex Sinaiticus), Θ, Ν, Κ, Π, 079 e manuscritos cursivos (minúsculos) 265, 1079, 1604, 1219, 1223, bem como traduções antigas para o latim (alguns manuscritos de Vetus Latina (por exemplo, Codex Sangermanensis), manuscritos de alta qualidade da Vulgata (incluindo o mais antigo deles, Codex Fuldensis), nas línguas aramaica (evangeliário palestino), georgiana e armênia. A versão de 60 estádios (cerca de 12 km) foi escolhida para as edições impressas do Evangelho de Lucas desde o século XVI d.C.. O principal argumento contra a versão de 160 estádios afirma ser impossível caminhar tal distância indo e voltando no período de um dia apenas. O princípio de interpretação de textos antigos, chamado Lectio difficilior, lectio verior, no entanto, deve ser lembrado. Ao examinar as duas versões, a mais difícil deve ser considerada genuína, uma vez que os antigos copistas da Bíblia se inclinaram a mudar o texto para facilitar a compreensão, e não o inverso. Note-se também que é possível viajar a pé de Jerusalém para Emaús-Nicópolis e de volta em um dia, um fato que foi confirmado pela experiência.
As antigas fontes judaicas (Primeiro Livro dos Macabeus, Flávio Josefo, Talmude e Midrash) mencionam apenas um povoado chamada Emaús na área de Jerusalém: Emaús do Vale de Ayalon. Por exemplo, em "A Guerra dos Judeus" , Flávio Josefo menciona que Vespasiano posicionou a V Legião Macedônica em Emaús. Isso foi confirmado por arqueólogos que descobriram lápides inscritas dos soldados da Legião na área de Emaús-Nicópolis. Assim, podemos ter certeza de que o povoado de Emaús realmente existia no Vale de Ayalon durante o século I d. C., e que Flávio Josefo tinha esse povoado em mente quando mencionou Emaús em seus escritos.(O povoado de Ha-Motsa, localizada a 30 estádios (~6 km) de distância de Jerusalém, é mencionada em manuscritos gregos medievais de "Guerra dos Judeus" de Flávio Josefo sob o nome de Ammaus, aparentemente como resultado de erros dos copistas).]
A antiga tradição cristã dos Pais da Igreja, bem como os peregrinos para a Terra Santa durante o período romano-bizantino, reconheceram por unanimidade Nicópolis como a Emaús mencionado no Evangelho de Lucas. (Orígenes (presumivelmente), Eusébio de Cesareia («Onomasticon»), São Jerônimo (Carta 108, PL XXII, 833 e outros textos), Hesíquio de Jerusalém (« Quaestiones », PG XCIII, 1444), Teófanes o Confessor (« Chronografia », PG CVIII, 160), Sozomeno (« História Eclesiástica », PG LXVII, 180), Theodosius (" De situ Terrae sanctae ", 139), etc.
Em 1878, Santa María de Jesus Crucificado (Mariam Bawardi) teve uma visão na qual Jesus revelou Amwas como a verdadeira Emaús. Como resultado, o lugar sagrado foi adquirido dos muçulmanos pelas freiras Carmelitas.

Emaús-Nicópolis preservou seu antigo nome de "Emaús" ("Amwas") ao longo dos tempos. A tradição cristã de venerar este lugar como Emaús, onde o Cristo ressuscitado apareceu, também sobreviveu aos séculos.